# Ratjetoe in Parijs
Ratjetoe in Parijs (originele titel Rugrats in Paris: The Movie) is een Amerikaanse animatiefilm uit 2001, onder regie van Stig Bergqvist en Paul Demeyer. De productie werd genomineerd voor een Golden Satellite Award voor beste animatiefilm. Ratjetoe in Parijs is een vervolg op Ratjetoe, de rugrats film (1998) en gebaseerd op de animatieserie Ratjetoe (Nickelodeon).

## Stemmen
| Acteur              | Personage                                  |
| ------------------- | ------------------------------------------ |
| Elizabeth Daily     | Tommy Pickles                              |
| Tara Strong         | Dil Pickles                                |
| Cheryl Chase        | Angelica Pickles                           |
| Christine Cavanaugh | Chuckie Finster                            |
| Cree Summer         | Susan 'Susie' Carmichael                   |
| Kath Soucie         | Lil DeVille / Phil DeVille / Betty DeVille |
| Michael Bell        | Drew Pickles / Charles 'Chaz' Finster, Sr. |
| Tress MacNeille     | Charlotte Pickles                          |
| Joe Alaskey         | Opa Lou Pickles                            |
| Debbie Reynolds     | Lulu Pickles                               |
| Jack Riley          | Stuart 'Stu' Pickles                       |
| Susan Sarandon      | Coco LaBouche                              |
| John Lithgow        | Jean-Claude                                |
| Tim Curry           | Sumo-zanger                                |